# Atlantis (album)
Atlantis jest pierwszym albumem szwajcarskiego zespołu Lunatica, nagrany w 2000 roku i wydany w 2001. 

## Lista utworów
1. "The Search Begins..." - 2:09
2. "World Under Ice" - 4:54
3. "The Landing" - 4:06
4. "Atlantis" - 5:23
5. "Silent Scream" - 6:28
6. "Garden of Delight" - 6:02
7. "Time" - 4:01
8. "Between Love and Hate" - 5:41